# Switch (DJ)
Pour les articles homonymes, voir Switch.
 (décembre 2021).
Si vous disposez d'ouvrages ou d'articles de référence ou si vous connaissez des sites web de qualité traitant du thème abordé ici, merci de compléter l'article en donnant les références utiles à sa vérifiabilité et en les liant à la section « Notes et références ».
Switch, également connu sous les pseudonymes de Dave Taylor et Solid Groove, de son vrai nom David James Andrew Taylor, est un disc jockey, compositeur et producteur britannique.
Switch compose des musiques house, dance ou electro, s'approchant même du dub sur certains morceaux. En tant que compositeur, il est célèbre pour les titres A Bit Patchy, musique house créée à partir de Apache de The Incredible Bongo Band mais il est aussi le producteur de nombreux artistes via son label Dubsided.
Ancien membre du groupe Major Lazer, une grande partie de ses sorties est constituée de remixes.

## Remix de Switch
- Champion Sound (Switch Remix) - Fatboy Slim
- Jacques Your Body (Switch Remix) - Les Rythmes Digitales
- Bump (Switch Remix) - Spank Rock
- Tell Me (Switch Remix) - Puff Daddy feat. Christina Aguilera
- Something On Your Mind (Switch Remix) - Mync Project
- No More Conversations (Switch Remix) - Freeform Five
- Front 2 Back (Switch Remix) - Playgroup
- Round Round (Switch Remix) - BodyRockers
- Don't Stop The Music (Switch Remix) - Bugz in the Attic
- Plastic Dreams (Switch Remix) - Jaydee
- Glory Days (Switch Remix) - Just Jack
- Face (Switch Remix) - Black Ghosts
- Love Today (Switch Remix) - Mika
- Way Too Long (Switch Remix) - Audio Bullys
- Fly Life Xtra (Switch Remix) - Basement Jaxx
- LDN (Switch Remix) - Lily Allen
- Through A Keyhole (Switch Remix) - Walter Meego
- Can't Get Away (Switch Remix) - Only Freak
- Foxxy (Switch Remix) - Speaker Junk
- I Am Somebody (Switch Remix) - Dj Mehdi
- Worry About It Later (Switch Remix) - The Futureheads
- Nattura (Switch Remix) - Björk

## Production de Switch
- Run the World (Girls) - Beyoncé